# Europäisches Olympisches Winter-Jugendfestival 2021
Das Europäische Olympische Winter-Jugendfestival 2021 (European Youth Winter Olympic Festival 2021) fand vom 20. bis 25. März 2022 in Vuokatti statt. Es war die 15. Winter-Auflage des Europäischen Olympischen Jugendfestivals, einer alle zwei Jahre stattfindenden Multisportveranstaltung für junge Sportler aus Europa, wobei die Veranstaltung. Ursprünglich sollte das EYOF 2021 vom 12. bis 17. Dezember 2021 stattfinden, wurde aber aufgrund der COVID-19-Pandemie verschoben. Bei Eishockeyturnier der Männer wurde aber am ursprünglich geplanten Termin festgehalten. Der Eintritt war für alle Zuschauenden frei.

## Wettkampfstätten
Die Wettkämpfe fanden in Vuokatti, Lahti und Kajaani statt.
Vuokatti:
- Vuokatti slopes (Ski Alpin, Snowboard)
- Vuokatti Sports Biathlon Stadium (Biathlon, Langlauf)
- Vuokatti Arena (Eiskunstlauf, Short Track)

Kajaani:
- Kajaani Ice Hockey Halls (Eishockey)

Lahti:
- Lahti Sports Center (Nordische Kombination, Skispringen)

## Teilnehmer
Am 2. März 2022 wurden Russland und Belarus vom Festival ausgeschlossen. Beide Nationen nahmen jedoch am Eishockeyturnier teil.
| 2319 Teilnehmer aus 44 Ländern | 2319 Teilnehmer aus 44 Ländern |
| --- | --- |
| - Albanien - Andorra - Armenien - Belarus - Belgien - Bosnien und Herzegowina - Bulgarien - Dänemark - Deutschland (48) - Estland - Finnland - Frankreich - Georgien - Griechenland - Island - Irland - Israel - Italien - Kosovo - Kroatien - Lettland - Liechtenstein (4) - Litauen | - Luxemburg - Nordmazedonien - Moldau - Montenegro - Niederlande - Norwegen - Österreich (45) - Polen - Portugal - Rumänien - Russland - Serbien - Slowakei - Slowenien - Spanien - Schweden - Schweiz (50) - Tschechien - Türkei - Ukraine - Ungarn - Vereinigtes Königreich - Zypern |

## Sportarten, Zeitplan und Resultate
Legende zum nachfolgend dargestellten Wettkampfprogramm:
|  | Eröffnungs- und Abschlusszeremonie | x | Finalentscheidungen |

Letzte Spalte: Gesamtanzahl der Entscheidungen in den einzelnen Sportarten
| Eröffnung               |     |     |     |     |     |     |        |
| Biathlon                |     |     | 2   |     | 1   | 2   | 5      |
| Eishockey               |     |     |     |     |     | 1   | 1      |
| Eiskunstlauf            |     |     |     |     | 2   |     | 2      |
| Nordische Kombination   |     |     | 1   | 1   |     | 1   | 3      |
| Shorttrack              |     | 2   | 2   |     |     | 3   | 7      |
| Ski Alpin               |     |     | 2   |     | 1   | 2   | 5      |
| Skispringen             |     |     |     | 1   | 2   | 1   | 4      |
| Skilanglauf             |     | 2   | 2   |     | 2   | 1   | 7      |
| Snowboard               |     |     |     | 2   |     | 2   | 4      |
| Abschluss               |     |     |     |     |     |     |        |
| Medaillenentscheidungen |     | 4   | 9   | 4   | 9   | 12  | 39     |
| Februar                 | So  | Mo  | Di  | Mi  | Do  | Fr  | Gesamt |
| Februar                 | 20. | 21. | 22. | 23. | 24. | 25. | Gesamt |

1. ↑  Das Eishockeyturnier fanden vom 12. bis zum 17. Dezember 2021 statt.

## Medaillenspiegel
| Platz | Mannschaft  | Gold | Silber | Bronze | Gesamt |
| ----- | ----------- | ---- | ------ | ------ | ------ |
| 1     | Finnland    | 6    | 4      | 4      | 14     |
| 2     | Italien     | 5    | 8      | 7      | 20     |
| 3     | Österreich  | 5    | 3      | 2      | 10     |
| 4     | Schweden    | 4    | 5      | 4      | 13     |
| 5     | Frankreich  | 4    | 1      | 6      | 11     |
| 6     | Niederlande | 4    | –      | 2      | 6      |
| 7     | Tschechien  | 3    | 4      | –      | 7      |
| 8     | Slowenien   | 3    | 1      | 1      | 5      |
| 9     | Ungarn      | 1    | 4      | –      | 5      |
| 10    | Norwegen    | 1    | 2      | –      | 3      |
| 11    | Estland     | 1    | –      | –      | 1      |
| 11    | Kroatien    | 1    | –      | –      | 1      |
| 11    | Lettland    | 1    | –      | –      | 1      |
| 14    | Polen       | –    | 3      | 2      | 5      |
| 15    | Schweiz     | –    | 2      | 5      | 7      |
| 16    | Deutschland | –    | 1      | 3      | 4      |
| 17    | Belarus     | –    | 1      | –      | 1      |
| 18    | Slowakei    | –    | –      | 2      | 2      |
| 19    | Russland    | –    | –      | 1      | 1      |